# Бернис, Гедерт Теодор
Гедерт Теодор Петрович Бернис (латыш. Ģederts Teodors Biernis; 12 февраля 1880 — 19 февраля 1931) — офицер Русской императорской армии, генерал-майор Вооружённых сил Юга России. Участник Первой мировой и Гражданской войны, Георгиевский кавалер.

## Биография
Родился 31 января (12 февраля) 1880 года на хуторе Беранты Добленского уезда Курляндской губернии в крестьянской семье евангелическо-лютеранского вероисповедания. Окончил Митавское городское Александровское училище.
В службу вступил 27 сентября 1897 года вольноопределяющимся 2-го разряда в Островский 100-й пехотный полк. В 1899 году был командирован в Виленское пехотное училище для держания вступительного экзамена, но по собственному желанию откомандирован обратно в полк и 3 декабря 1899 года уволен в запас старшим унтер-офицером. Вновь поступил на сверхсрочную службу 23 марта 1900 года в Новоторжский 114-й пехотный полк с награждением серебряным шевроном для ношения на левом рукаве мундира и шинели. 12 августа 1900 года снова командирован в Виленское пехотное училище, которое окончил в августе 1902 года по 1-му разряду, переименован в подпрапорщики с переводом в Либавский крепостной пехотный батальон 6 августа 1902 года. 22 ноября 1902 года произведён в подпоручики со старшинством от 1 сентября.
30 октября 1904 года зачислен в запас армейской пехоты, откуда 21 марта 1905 года назначен в Виндавский 180-й пехотный полк. Во время революции 1905 года был командирован в Дондаген и Виндаву по распоряжению уездного воинского начальника. 9 июня 1905 года командирован на укомплектование 19-го армейского корпуса в Бутырский 66-й пехотный полк, с которым выступил в поход на войну с Японией, но в боевых действиях не участвовал. В 01.08.1907—04.08.1910 служил в 16-м Восточно-Сибирском стрелковом полку, в 04.08.1910—06.02.1912 — в Стретенской конвойной команде, в 06.02.1912—23.10.1914 — в Читинской конвойной команде. По приговору Иркутского Военно-Окружного суда, утверждённого 1 мая 1914 года, за нанесение ударов караульным нижним чинам подвергнут аресту на гауптвахте в течение 8 месяцев с ограничением некоторых прав и преимуществ по службе.
В начале Первой мировой войны штабс-капитан Бернис находился в резерве чинов при штабе Минского военного округа. 17 декабря 1914 года прибыл на укомплектование Павлоградского 283-го пехотного полка с назначением младшим офицером 9-й роты. В бою 8 февраля 1915 года под деревней Старунией контужен в шею и затылок шрапнелью, остался в строю. Высочайше повелено помилование (6.07.1915).
Награждён орденом Святого Георгия 4-й степени (Высочайший приказ от 23 мая 1916 года)
за то, что в бою в ночь с 25 на 26.04.1915 у села Живачева атаковал под убийственным ружейным и пулемётным огнём во главе своей роты укреплённую позицию противника, занял, прорвав проволочные заграждения, 2 линии окопов, причём захватил в плен 3-х офицеров, 120 нижних чинов, 1 бомбомёт, 1 походную кухню, и много оружия и снаряжения. Утром отбил контр-атаку противника, и закрепил окопы за нами, дав этим возможность и прочим ротам батальона выйти на линию его расположения.
и Георгиевским оружием (Высочайший приказ от 8 ноября 1916 года)
за то, что будучи в чине штабс-капитана, и состоя в рядах 283-го пехотного Павлоградского полка, в бою 28.04.1915 у деревни Жабокруки, командуя ротой, невзирая на сильный фланговый огонь из пулемётов, двинул её вперёд, выигрывая фланг и тыл противника, а затем бросился на окопы, увлекая своим примером нижних чинов, выбил неприятеля штыками, захватил 150 человек пленных, и этим заставил противника оставить всю позицию и поспешно с неё отступить, чем и обеспечил общий успех операции.
В бою 31 августа 1915 года при деревне Постойно ранен, отправлен на излечение в лазарет 71-й пехотной дивизии. Эвакуирован для дальнейшего лечения в город Петроград (10.09.1915). Произведён в капитаны со старшинством от 6 июля 1915 (Высочайший приказ от 3.11.1915). Выздоровел, врачебной комиссией при 134-м Петроградском тыловом распределительном эвакуационном пункте по состоянию здоровья после ранения отнесён к 1-й категории, командирован в распоряжение коменданта крепости Усть-Двинск для назначения в Латышский стрелковый запасный батальон на службу (13.04.1916). 20 июня 1916 года назначен штатным помощником по строевой части командира этого батальона.
В 1916 году несколько раз назначался временно исполняющим должность командира Латышского стрелкового запасного батальона. 3 сентября 1916 года назначен Смильтенским комендантом, 20 декабря 1916 года — командиром 2-го батальона Латышского стрелкового запасного полка. 7 мая 1917 года зачислен в штаб 1-й Латышской стрелковой бригады. 8 мая 1917 года произведён в подполковники со старшинством от 7 октября 1915 года.
Во время Гражданской войны — в резерве чинов при штабе Главнокомандующего ВСЮР, произведён в генерал-майоры. С 18 июня 1919 года командир 42-го пехотного полка, с 3 сентября 1919 года одновременно начальник Остерско-Козелецкой группы. Участник Бредовского похода в штабе 5-й пехотной дивизии. В июне 1920 года — в лагере Стржалково.

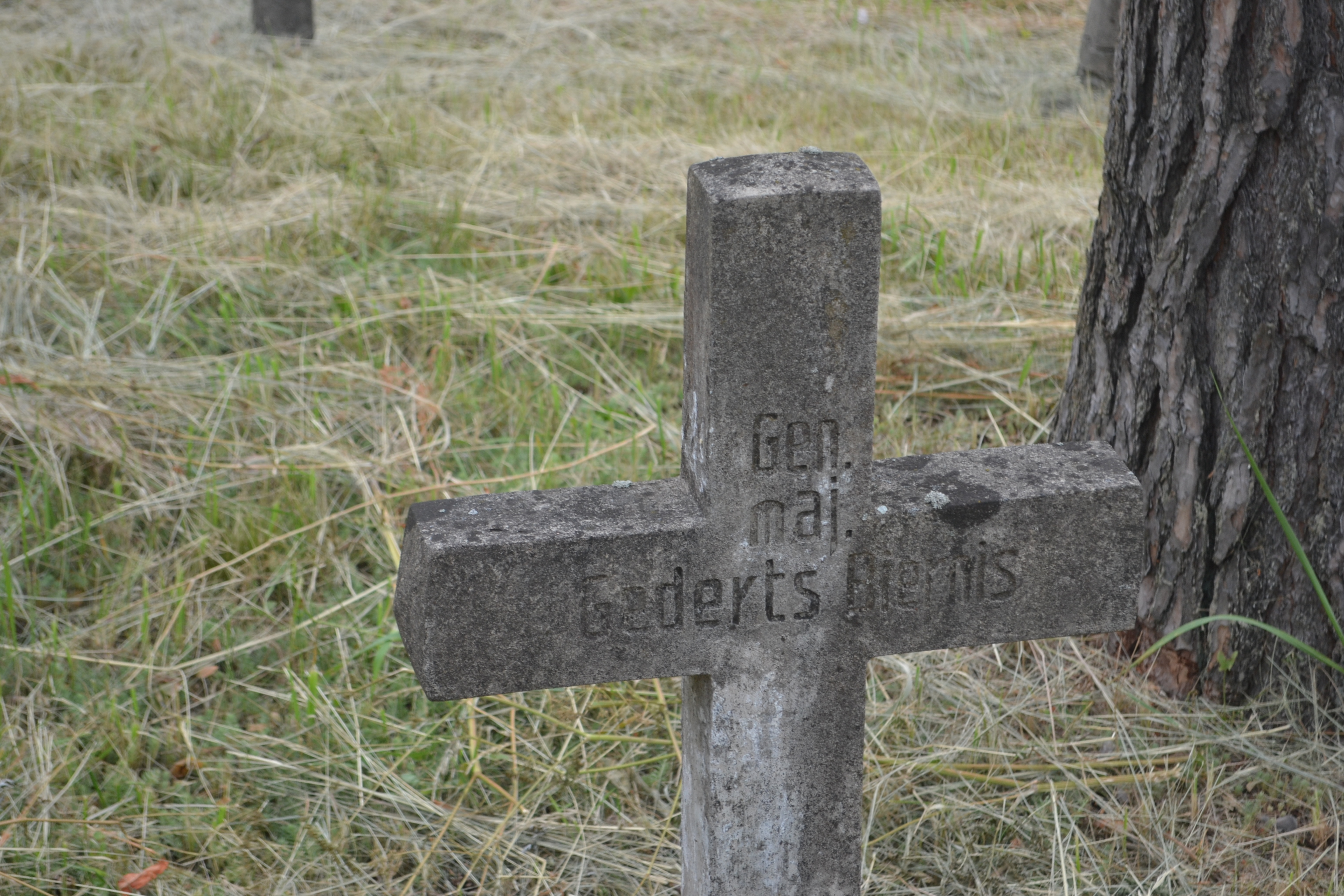
Надгробие на могиле Берниса в Даугавпилсе

В 1921 году переехал в Латвию. Проживал в городе Грива, работал судебным приставом Иллукстского уезда, получал пенсию инвалида с лишением 35 % работоспособности. Умер 19 февраля 1931 года в Даугавпилсском военном госпитале, похоронен на Гарнизонном кладбище.

## Награды
- Орден Св. Станислава 3-й ст. (18 ноября 1905; Высочайший приказ от 17 января 1908)
- Орден Св. Анны 3-й ст. с мечами и бантом (14 августа 1915; Высочайший приказ от 6 апреля 1916)
- Орден Св. Владимира 4-й ст. с мечами и бантом (1915; Высочайший приказ от 24 ноября 1916)
- Орден Св. Георгия 4-й ст. (29 октября 1915; Высочайший приказ от 23 мая 1916)
- Орден Св. Станислава 2-й ст. с мечами (31 мая 1916)
- Георгиевское оружие (2 ноября 1915; Высочайший приказ от 8 ноября 1916)
- Тёмно-бронзовая медаль «В память русско-японской войны»